# 奇山街道
奇山街道，是中华人民共和国山東省烟台市芝罘区下辖的一个乡镇级行政单位。

## 行政区划
奇山街道下辖以下地区：
长生社区、迎东社区、迎西社区、四眼桥社区、上夼西路社区、奇中社区、塔山社区、奇南社区、梁家社区和福临夼社区。